# Kriss Sheridan
Kriss Sheridan (ur. 15 kwietnia 1989 w Bielsku-Białej) – polsko-amerykański piosenkarz, autor tekstów, aktor, podróżnik i steward.

## Życiorys

### Wczesne lata
Jest synem Polki i Amerykanina, urodził się w 1989 w Bielsku-Białej. Ma również niemieckie obywatelstwo. Dzieciństwo i młodość spędził w Polsce, USA, Niemczech i Hiszpanii.
Studiował w Monachium, Madrycie i Nowym Jorku. Został pomyślnie przyjęty do Lee Strasberg Theatre and Film Institute w Nowym Jorku, pracował również jako model.

### Kariera
Już w trakcie studiów współpracował ze stacjami telewizyjnymi i radiowymi takimi jak RTL Group, ProSiebenSat.1, Televisión Española, RFO czy Radio Bayernwelle, w Monachium i Madrycie.
Jesienią 2016 zakończył pracę nad swoim pierwszym albumem solowym i podpisał kontrakt płytowy z wytwórnią RegioRecords (dystr. Universal Music Polska). W marcu 2017 wydał swój debiutancki singiel „Happy”, który napisał we współpracy z Marcinem Kindlą. Muzycy poznali się w samolocie, w którym Sheridan pracował jako steward. Singiel, będący zapowiedzią debiutanckiego albumu piosenkarza, dotarł do pierwszych miejsc list przebojów w regionalnych rozgłośniach radiowych. Teledysk do singla został nakręcony w Norwegii. Był grany przez międzynarodowe stacje Viva oraz MTV. 6 lipca 2017 zaśpiewał na przywitanie Prezydenta USA Donalda Trumpa w telewizji TVP Polonia.
W marcu 2018 wydał singiel „I Don’t Wanna Say Goodbye”, z którym dotarł do pierwszych miejsc list przebojów w regionalnych rozgłośniach radiowych w Polsce. Do piosenki zrealizował oficjalny teledysk, który został nagrany pod Warszawą. Reżyserem klipu był Piotr Smoleński, a wystąpiła w nim modelka Agata Borowiak oraz tancerze z grupy tanecznej Agustina Egurroli. W październiku wydał singiel „Tomorrow”, który napisał wraz z Marcinem Kindlą. Do piosenki zrealizował teledysk, którego reżyserem został Piotr Smoleński.

## Dyskografia

### Single
| Rok                                                                                               | Tytuł                       | Pozycje na listach | Pozycje na listach | Pozycje na listach | Pozycje na listach | Pozycje na listach | Pozycje na listach | Pozycje na listach |
| Rok                                                                                               | Tytuł                       | CLP                | LPRP               | LPRR               | LPRŁ               | LPRB               | RLP                |                    |
| ------------------------------------------------------------------------------------------------- | --------------------------- | ------------------ | ------------------ | ------------------ | ------------------ | ------------------ | ------------------ | ------------------ |
| 2017                                                                                              | „Happy”                     | 1                  | 1                  | 1                  | -                  | -                  | 3                  |                    |
| 2018                                                                                              | „I Don’t Wanna Say Goodbye” | 1                  | 1                  | 1                  | 1                  | 1                  | -                  |                    |
| 2018                                                                                              | „Tomorrow”                  | 1                  | -                  | 1                  | -                  | 1                  | -                  |                    |
| „–” oznacza, że singel nie był notowany na danej liście, „x” oznacza, że lista przestała istnieć. |                             |                    |                    |                    |                    |                    |                    |                    |

### Teledyski
| Rok  | Tytuł                       | Reżyseria       | Źródło |
| ---- | --------------------------- | --------------- | ------ |
| 2017 | „Happy”                     | Tomasz Bulenda  | [ 42 ] |
| 2018 | „I Don't Wanna Say Goodbye” | Piotr Smoleński | [ 30 ] |
| 2018 | „Tomorrow”                  | Piotr Smoleński | [ 43 ] |

### Filmografia
| Rok  | Tytuł | Reżyseria    | Źródło |
| ---- | ----- | ------------ | ------ |
| 2012 | Zettl | Helmut Dietl | [ 44 ] |